# Стрет, Марлен
Марлен Стюарт Стрет (англ. Marlene Stewart Streit, род. 9 марта 1934 года) — канадская гольфистка, член Всемирного зала славы гольфа.

## Биография
Стрет родилась в Альберте, Канада. Училась гольфу в Lookout Point Golf Club под руководством Гордона Масинниса старшего. Она является одной из самых успешных канадок в любительском гольфе и единственной, выигравшей чемпионат Австралии, Британии, Канады и США среди любителей. Она окончила колледж Роллинг в 1956 году и в том же году выиграла титул чемпиона по гольфу среди студентов (сейчас чемпионат по гольфу NCAA среди женщин).
Стрет была участницей канадской сборной, участвовавшей в Espirito Santo Trophy в 1966, 1970, 1972 и 1984 годах. Она получала премию Бобби Розенфельд, как лучшая спортсменка года в Канаде, пять раз.

## Достижения
- Ontario Junior Girls (дважды выигрывала)
- Ontario Ladies' Amateur — 1951, 1956, 1957, 1958, 1968, 1969, 1970, 1972, 1974, 1976, 1977
- Ontario Senior Ladies' Amateur (6 раз)
- Canadian Women's Amateur — 1951, 1954, 1955, 1956, 1958, 1959, 1963, 1968, 1969, 1972, 1973
- CLGA Close Amateurs — 1951, 1952, 1953, 1954, 1955, 1956, 1957, 1963, 1968
- CLGA Senior Women’s Amateur — 1985, 1987, 1988, 1993
- U.S. Women’s Intercollegiate Championship — 1956
- British Ladies Amateur — 1953
- U.S. Women's Amateur — 1956
- Australian Women’s Amateur — 1963
- North and South Women's Amateur — 1956, 1974
- U.S. Senior Women's Amateur — 1985, 1994, 2003

## Награды
- Приз имени Лу Марша (1951, 1956)
- Премия Бобби Розенфельд (1952, 1953, 1956, 1963)
- Включена в Зал Славы Канады (1962)
- Офицеры ордена Канады (1967)
- Включена в Канадский зал славы гольфа (1971)
- Включена в Зал Славы гольфа Онтарио (2000)
- Стала первым канадцем, включённым во Всемирный зал славы гольфа (2004)
- Кавалеры ордена Онтарио (2006)